# Guitalens
Guitalens [ɡitalɛ̃s] est une ancienne commune française située dans le département du Tarn et la région Midi-Pyrénées. Elle a été réunie en 2007 à Lalbarède pour former Guitalens-L'Albarède.

## Histoire
En 1761, Clément de Taffanel de La Jonquière rachète à l'évêque de Lavaur le château Haut.

### Les Hospitaliers
Le 24 juillet 1657, frère Jean de Bernuy-Villeneuve, bailli de L'Aigle achète pour le compte de l'ordre de Saint-Jean de Jérusalem le domaine de Château-Bas  devenu après sa mort un membre de la commanderie de Rayssac,,.

## Toponymie
- Guttalongus (961), Guitalenx (1277), Guitaleux[7] (1612).

## Administration
| Période                                  | Période | Identité         | Étiquette | Qualité |
| ---------------------------------------- | ------- | ---------------- | --------- | ------- |
| avant 1995                               | ?       | Yves Alayrac     | PCF       |         |
| mars 2001                                | 2007    | Raymond Gardelle |           |         |
| Les données manquantes sont à compléter. |         |                  |           |         |

## Démographie
| 1962 | 1968 | 1975 | 1982 | 1990 | 1999 |
| ---- | ---- | ---- | ---- | ---- | ---- |
| 309  | 330  | 320  | 291  | 299  | 336  |

## Lieux et monuments
- Domaine du château de Guitalens, lieu-dit le Château Haut
- Château Bas, ancienne propriété de l'ordre de Saint-Jean de Jérusalem.

En 2003, la Commune de Guitalens fait appel des bénévoles internationaux pour construire un parc municipal en galets.